# 联合吉尔吉斯斯坦
联合吉尔吉斯斯坦（羅馬化：Bütün Kyrgyzstan）是吉尔吉斯斯坦的一个民族主义政党，成立于2010年。该党在吉尔吉斯斯坦南部地区的支持度较高。该党的领导人为阿达汗·马杜马罗夫，他在2011年和2017年两次参加吉尔吉斯斯坦总统选举，分别获得第二名和第三名。该党持族裔民族主义意识形态，并支持实行总统制。该党成立的初衷是为了支持在俄罗斯的吉尔吉斯斯坦劳务移民。该党在2020年10月的议会选举中首次获得最高议会席位，但选举结果被取消。在2021年议会选举中，该党通过了3%的选举门槛，得以进入最高议会。